# Wikifonia
Wikifonia fue una editorial en línea de partituras, que combinaba tecnología basada en MusicXML con un sistema wiki.

## Desarrollo
El sistema Wikifonia fue desarrollado mediante colaboración entre varias instituciones de educación superior en Gante (Bélgica). En marzo de 2005, los investigadores del proyecto recibieron el Premio Creatividad para los Negocios AUGent (Asociación de la Universidad de Gante). El sistema se puso en marcha el 6 de noviembre de 2006.

## Derechos de autor
El sistema Wikifonia apunta a la creación de música, la publicación de canciones tradicionales de dominio público y la publicación de música con derechos de autor previos.
El sitio web de música de Wikifonia utiliza una licencia llamada Musi©opy, una organización de derechos de autor con sede en la Países Bajos. Los derechos se pagan por la Fundación Wikifonia, una organización sin fines de lucro fundada en julio de 2006.

## Wiki
En el sitio web de Wikifonia se podía navegar y descargar la partitura en formato PDF o MusicXML, sin necesidad de registro o suscripción.
Para subir música, en formato MusicXML, y para enviar comentarios sobre la música publicada se requiere inicio de sesión o registro.

## Cese de operación
El 31 de diciembre de 2013 el sitio web indicaba que dejaba de estar activo.